# Zatvaranje kvadrata
Zatvaranje kvadrata je matematička igra za dva igrača, koji igraju jedan protiv drugog. Igra se olovkom na papiru.

## Povijest
Igru je prvi put opisao francuski matematičar Édouard Lucas u knjizi La Pipopipette – Nouveau Jeu de Combinaisons 1889. Igra je u njemačkom govornom području poznata pod imenom Käsekästchen, a na engleskom pod Dots and Boxes. Igra je bila popularna među učenicima, prije pojave računala.

## Igra
Na početku igre nacrta se mreža točaka (obično 6×6). Umjesto toga, može se koristiti papir s mrežom kvadrata, na primjer list iz bilježnice s kvadratnom podjelom, koji se ograniči na željenu veličinu; granična linija se uzima kao jedna stranica kvadratića (kvadratići u kutovima, dakle, imaju odmah dvije stranice).
Igrači naizmjenično vuku poteze. Potez se sastoji od spajanja dviju susjednih točaka ravnom linijom. Linija se povlači najkraćim putem, tj, vodoravno ili okomito, ali ne i dijagonalno. Tim potezima igrači ucrtavaju stranice malih (jediničnih) kvadrata. Kvadratić je kompletiran (zatvoren) kad igrač uspije ucrtati četvrtu stranicu kvadratića, taj kvadratić postaje njegov i on ga označava svojim inicijalom ili dogovorenim znakom. Pri tome nije bitno tko je povukao tri prethodne stranice kvadratića.
Kad zatvori kvadratić, igrač nastavlja s potezima sve dok može ucrtati četvrtu stranicu, odnosno kompletirati kvadrat. Ako ne može, dužan je povući još jedan potez, prije nego na red za igru dođe njegov protivnik.
Igra se završava kad nema više poteza (kad je posljednji kvadratić zatvoren). Pobjednik je igrač koji ima više kompletiranih kvadratića. Uobičajeno je da je pobjednik drugi igrač ako je mreža s parnim brojem kvadratića i igrači imaju isti broj kompletiranih kvadratića.

## Strategija
Na početku igre potezi su manje-više nasumični, samo treba izbjegavati dodavanje treće stranice kvadratića. Kako igra napreduje, stvaraju se "lanci", tj. susjedna polja kvadratića, koji se jedan za drugim kompletiraju. Igrač treba proučiti situaciju i pokušati dodavanje treće stranice u "lancu" gdje se kompletira najmanje poljâ. Na primjer, na slici desno, igrač na potezu mora ucrtati treću stranicu - ako je ucrta u donjem lijevom kutu, suparniku bi omogućio zatvaranje samo jednog kvadratića.
Matematičari svrstavaju ovu igru u probleme NP težine. David Wilson je pokazao da kod igre 3×5 pobijeđuje drugi igrač.

## Vanjske poveznice
- Dots and Boxes na webs tranici MathWorld (engl.)
- David Wilson, "Dots and Boxes Analysis" (engl.)